# 大瀬楓
大瀬 楓（おおせ かえで、1991年4月29日 - ）は、THE ポッシボー(現・チャオ ベッラ チンクエッティ）の元メンバーである。千葉県出身。血液型A型。公式ニックネームは「かえぴょん」。母親は料理研究家。

## 略歴
ともいき・木を植えたい、THE ポッシボーとしての活動は同項目を参照。
2004年
- ハロプロ エッグ オーディション2004合格。

2006年
- 7月4日、公式ブログ「Maple Blog」を開設（9月30日をもって終了）。
- 7月31日 - 8月6日、劇場「シアターグリーン」のリニューアル1周年記念招待作品「ゆめとうつつとまぼろしと」内の一作「百円野菜」に出演。
- 9月20日、石丸電気の広報誌ISHIMARU DASHの10月号において、THE ポッシボーの新メンバーとなったことが明らかになった。
- 9月30日、ともいき・木を植えたいを卒業（公式発表は10月11日）。
- 10月22日、公式ニックネームを「かえで」から「かえぴょん」に変更。

2009年
- 6月4日、大学受験に向け6月15日をもって活動休止、8月22日におこなわれる「ナイスガールプロジェクト!2009 SUMMER LIVE〜ナイスバケーション〜」を最後に THE ポッシボー卒業することを発表[2]。

2010年
- 8月9日、TNXに復帰し舞台を中心に活動していくことを表明[3]。

## 人物
- 好きな食べ物：甘いものと辛いもの、カレー、さくらんぼ、ラフランス、ラーメン
- 嫌いな食べ物：貝
- 特技：アルトサックス、バレエ、早口言葉、英語、ブラインドタッチ、走ること。
- 趣味：おしゃべり、ダンス、スポーツ
- 動物にたとえると：猫

## 出演

### コンサート・イベント
- Hello! Project 2005 Winter 〜A HAPPY NEW POWER! 紅組〜（2005年1月）
- Hello! Project 2005 夏の歌謡ショー 〜'05 セレクション! コレクション!〜（2005年7月）
- Hello! Project 2006 Winter 〜ワンダフルハーツ〜（2006年1月）
- 時東ぁみ初ライブ '06春 〜ザ・中野サンプラザ〜（2006年4月1日）

ハロプロエッグの橋本愛奈、秋山ゆりか、澤田由梨、森咲樹、諸塚香奈実と共に出演。

### 舞台
- つんく♂タウンTHEATER 第二弾 脱煙応援プロジェクト「手を挙げろ！健康強盗だ」（2007年1月10日 - 14日、新宿村ライブ）
- つんく♂THEATER 第四弾『あぁ 女子合唱部〜栄光のかけら〜』（2007年9月22日 - 24日、全電通労働会館） - 楠木真知美 役